# Pola (rivière)
Pour les articles homonymes, voir Pola.
La Pola (en russe : Пола́) est une rivière de l'oblast de Novgorod en Russie. Elle prend sa source au nord-ouest des collines de Valdaï et débouche dans le lac Ilmen.